# WJBL 2000-01
WJBL 2000-01（第2回Wリーグ）は、2000年から2001年にかけて開催されたWJBLである。ジャパンエナジーJOMOサンフラワーズが、1989-90シーズン（第23回日本リーグ）以来、11シーズンぶり7回目の優勝を達成。

## 参加チーム

### Wリーグ
- シャンソン化粧品シャンソンVマジック
- ジャパンエナジーJOMOサンフラワーズ
- 三菱電機コアラーズ
- トヨタ自動車アンテロープ
- デンソーアイリス
- 日立戸塚レパード
- 三井生命ファルコンズ
- 日本航空JALラビッツ

### W1リーグ
- 甲府クィーンビーズ
- 富士通レッドウェーブ
- 日立那珂スクァレルズ
- 広島銀行ブルーフレイムズ
- アイシン・エィ・ダブリュ ウィングス
- 東北電力ジャックサンダース

## 結果

### Wリーグ

#### レギュラーリーグ順位
| 順位 | チーム名                            | 成績    | 勝率 |
| ---- | ----------------------------------- | ------- | ---- |
| 1    | ジャパンエナジーJOMOサンフラワーズ  | 19勝2敗 | .905 |
| 2    | シャンソン化粧品シャンソンVマジック | 19勝2敗 | .905 |
| 3    | 三菱電機コアラーズ                  | 15勝6敗 | .714 |
| 4    | 日本航空JALラビッツ                 | 13勝8敗 | .619 |
| 5    | 日立戸塚レパード                    | 7勝14敗 | .333 |
| 6    | デンソーアイリス                    | 5勝16敗 | .238 |
| 7    | 三井生命ファルコンズ                | 3勝18敗 | .143 |
| 8    | トヨタ自動車アンテロープ            | 3勝18敗 | .143 |

#### プレーオフ
ファイナル
| 戦 | 勝者                                                       | スコア | 敗者                                          |
| -- | ---------------------------------------------------------- | ------ | --------------------------------------------- |
| 1  | ジャパンエナジーJOMOサンフラワーズ （レギュラーリーグ1位） | 74-63  | シャンソン化粧品シャンソンVマジック （同2位） |
| 2  | ジャパンエナジーJOMOサンフラワーズ （レギュラーリーグ1位） | 57-70  | シャンソン化粧品シャンソンVマジック （同2位） |
| 3  | ジャパンエナジーJOMOサンフラワーズ （レギュラーリーグ1位） | 74-62  | シャンソン化粧品シャンソンVマジック （同2位） |
| 4  | ジャパンエナジーJOMOサンフラワーズ （レギュラーリーグ1位） | 95-78  | シャンソン化粧品シャンソンVマジック （同2位） |

#### 最終順位
| 順位 | チーム名                            |
| ---- | ----------------------------------- |
| 1    | ジャパンエナジーJOMOサンフラワーズ  |
| 2    | シャンソン化粧品シャンソンVマジック |
| 3    | 三菱電機コアラーズ                  |
| 4    | 日本航空JALラビッツ                 |
| 5    | 日立戸塚レパード                    |
| 6    | デンソーアイリス                    |
| 7    | 三井生命ファルコンズ                |
| 8    | トヨタ自動車アンテロープ            |

### W1リーグ
| 順位 | チーム名                            | 成績    | 勝率 |
| ---- | ----------------------------------- | ------- | ---- |
| 1    | 日立那珂スクァレルズ                | 13勝2敗 | .867 |
| 2    | 富士通レッドウェーブ                | 13勝2敗 | .867 |
| 3    | アイシン・エィ・ダブリュ ウィングス | 7勝8敗  | .467 |
| 4    | 広島銀行ブルーフレイムズ            | 7勝8敗  | .467 |
| 5    | 甲府クィーンビーズ                  | 5勝10敗 | .333 |
| 6    | 東北電力ジャックサンダース          | 0勝15敗 | .000 |

### 入れ替え戦
| 戦 | 勝者                                 | スコア | 敗者                                    |
| -- | ------------------------------------ | ------ | --------------------------------------- |
| 1  | 三井生命ファルコンズ （Wリーグ7位）  |        | 富士通レッドウェーブ （W1リーグ2位）    |
| 2  | 三井生命ファルコンズ （Wリーグ7位）  |        | 富士通レッドウェーブ （W1リーグ2位）    |
| 1  | 日立那珂スクァレルズ （W1リーグ1位） | 61-79  | トヨタ自動車アンテロープ （Wリーグ8位） |
| 2  | 日立那珂スクァレルズ （W1リーグ1位） | 71-61  | トヨタ自動車アンテロープ （Wリーグ8位） |
| 3  | 日立那珂スクァレルズ （W1リーグ1位） | 60-55  | トヨタ自動車アンテロープ （Wリーグ8位） |

## WJBLアウォード

### Wリーグ
| 部門                      | 受賞者   | チーム           |
| ------------------------- | -------- | ---------------- |
| プレーオフMVP             | 濱口典子 | ジャパンエナジー |
| レギュラーシーズンMVP     | 濱口典子 | ジャパンエナジー |
| ルーキー・オブ・ザ イヤー | 矢代直美 | 日本航空         |
| コーチ・オブ・ザ・イヤー  | 金平鈺   | ジャパンエナジー |

ベスト5
| ポジション         | 受賞者     | チーム           |
| ------------------ | ---------- | ---------------- |
| ガード             | 川上香穂里 | ジャパンエナジー |
| ガードフォワード   | 金銀暎     | 三菱電機         |
| フォワード         | 永田睦子   | シャンソン化粧品 |
| センターフォワード | 古賀京子   | 三菱電機         |
| センター           | 濱口典子   | ジャパンエナジー |